# Тріумф

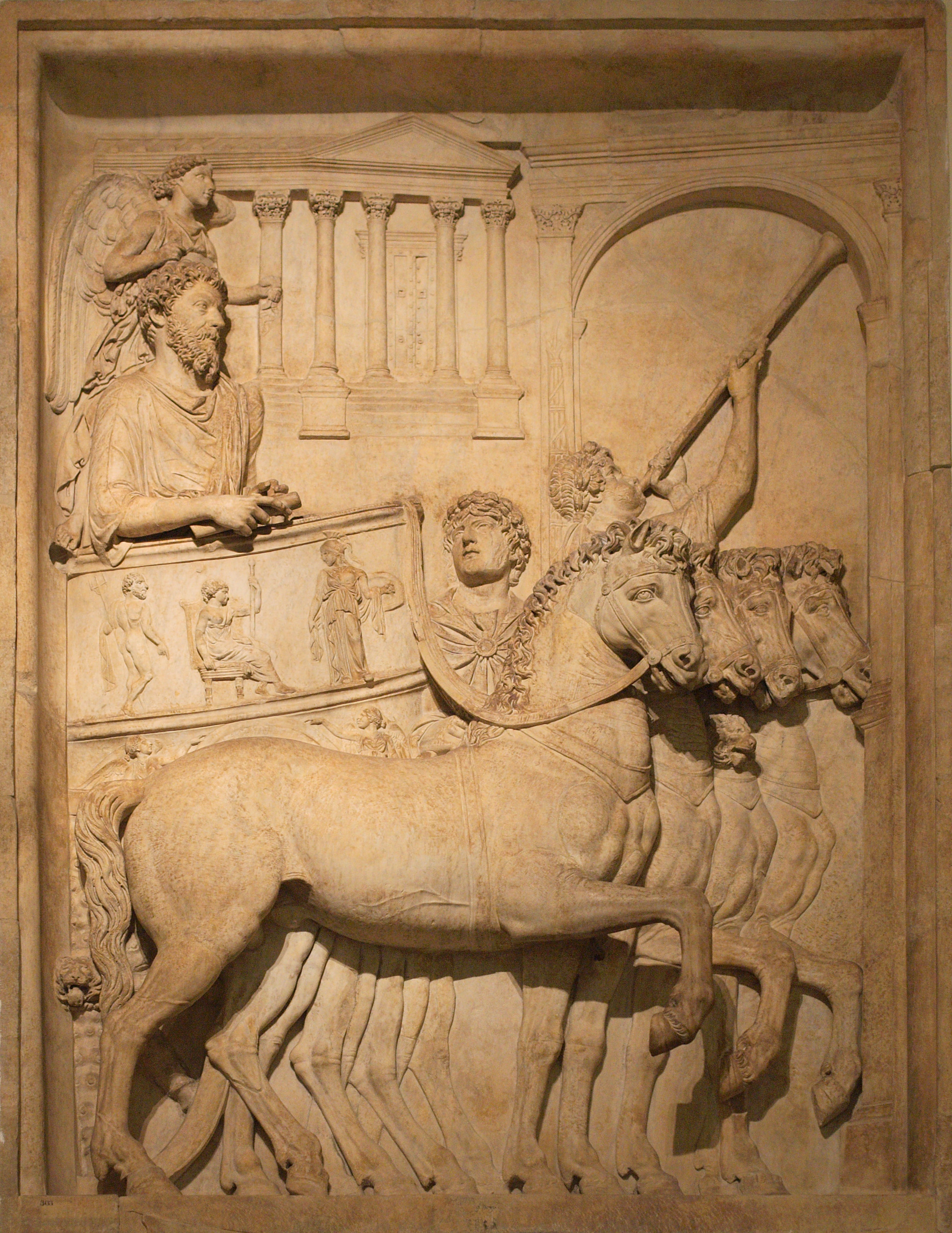
Панно із зображенням тріумфу імператора Марка Аврелія

Тріу́мф  (від лат. triumphus) у Стародавньому Римі — урочистий вступ у столицю воєначальника на чолі його армії та їх хода від Марсового поля до Капітолія. Влаштовувався за рішенням сенату і був вищою нагородою для полководців за переможне завершення війни.
У день свого тріумфу генерал носив лавровий вінок, повністю фіолетову, вишиту золотом тріумфальну тогу пікта та  регалії, які ідентифікували його як божественного. За деякими даними, його обличчя було пофарбовано в червоний колір, можливо, наслідуючи найвищого й наймогутнішого бога Риму, Юпітера. Полководець їхав у колісниці на чотирьох білих конях вулицями Риму беззбройною процесією зі своєю армією, полоненими, трофеями та військовою здобиччю. У храмі Юпітера на Капітолійському пагорбі він приносив жертву і знаки своєї перемоги богу Юпітеру.
За республіканською традицією, лише сенат міг присудити тріумф. Походження та розвиток цієї традиційної почесті були неясними: римські історики помістили перший тріумф у міфічне минуле. Республіканська мораль вимагала, щоб генерал поводився з гідною покорою, як смертний громадянин, який отримав тріумф від імені Римського Сенату, людей і богів. Неминуче, тріумф відкрив і надзвичайні можливості для самогласності, окрім того, релігійні та військові. Більшість тріумфальних урочистостей  містили низку популярних ігор і розваг для римських народних мас.
Більшість римських свят були календарними примірниками, пов’язаними з поклонінням певним божествам. У той час як тріумфальна процесія досягла кульмінації в храмі Юпітера, сама процесія, супутні бенкети та громадські ігри сприяли статусу і досягненню генерала. До епохи Пізньої республіки тріумфи були затяжними та екстравагантними, мотивованими посиленням конкуренції серед військово-політичних авантюристів, які керували зароджуваною Римською імперією. Деякі тріумфи були продовжені кількома днями публічних ігор і розваг. Починаючи з принципату і далі, тріумф відображав імперський орден і перевагу імператорської родини. Ідею тріумфу свідомо імітували середньовічні та пізніші держави під час королівського в’їзду та інших церемоніальних заходів.

## Передісторія та церемонії

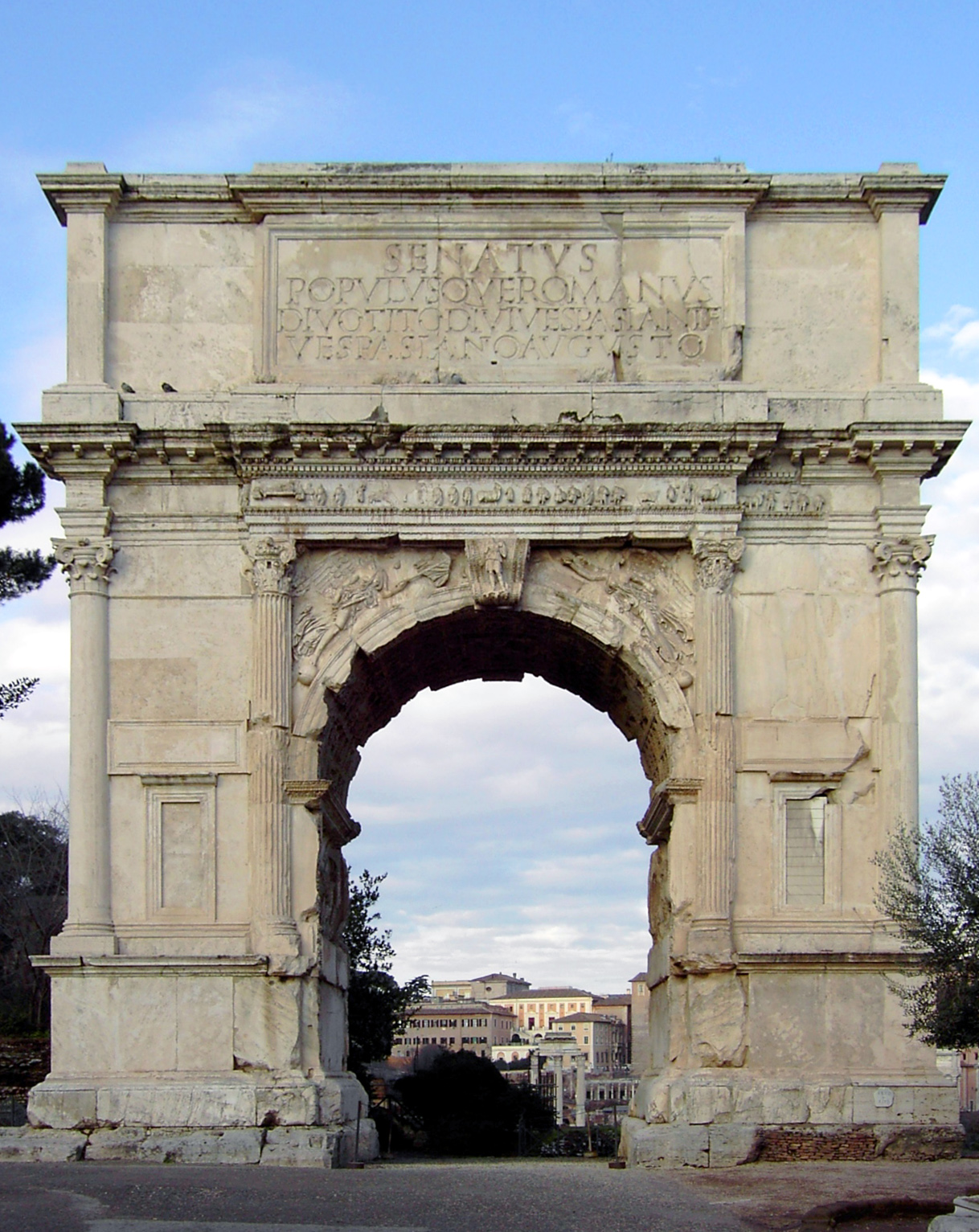
Тріумфальна Арка Тита

У Республіканському Римі справді виняткові військові досягнення заслуговували найвищих можливих відзнак, які пов’язували vir triumphalis («людину тріумфу») з міфічним минулим Риму. Фактично, генерал був близький до того, щоб стати «королем на один день», що імовірно наближувало його до божества. Він носив регалії, традиційно асоційовані як і з давньоримською монархією, так і зі статуєю Юпітера Капітоліна : фіолетово-золоту «toga picta», лавровий вінець, червоні чоботи й, ймовірно, намальоване червоним, обличчя верховного божества Риму. Під поглядом натовпу, що аплодує його тягнули містом у колісниці на чотирьох конях до храму Юпітера Капітолійського. Процесію відкривали його полонені - так звана здобич на війні, а його армія йшла за ним. Опинившись у Капітолійському храмі, він приносив в жертву Юпітеру двох білих волів в знак своєї перемоги, присвятивши свою перемогу Римському сенату, людям і богам.
Тріумфи не були прив'язані до певного дня, сезону чи релігійного свята римського календаря. Більшість з них святкували при першій можливості, ймовірно, у дні, які вважалися сприятливими для цієї події. Традиція вимагала, щоб на час тріумфу кожен храм був відкритим. Таким чином, церемонія, певним чином була спільною для всієї спільноти римських богів,  проте  збіги з окремими святами та річницями, звичайно, були неминучі. Деякі, можливо, були випадковими; інші - розроблені. Для прикладу, 1 березня, свято і dies natalis бога війни Марса, був традиційною річницею першого тріумфу Публіколи, шести інших тріумфів республіканців і найпершого римського тріумфу Ромула. Помпей же відтермінував свій третій і найвеличніший тріумф на кілька місяців, щоб він збігся з його власним dies natalis (днем народженням).
Крім релігійних аспектів, у центрі тріумфу був сам генерал. Церемонія "підіймала" його, хоча і тимчасово, над кожним смертним римлянином, така можливість була надана дуже небагатьом. З часів Сципіона Африканського тріумфальний полководець був пов’язаний (принаймні для істориків під час принципату) з Александром і напівбогом Геркулесом, які самовіддано працювали на благо всього людства. Його розкішна тріумфальна колісниця була прикрашена оберегами проти можливої заздрості (invidia) та злоби глядачів. У деяких оповіданнях супутник або громадський раб час від часу нагадував йому про його власну смертність.

### Процесія
Найпершими «тріумфами» Риму, ймовірно, були прості паради перемоги, на яких святкували повернення переможного полководця та його армії до міста, разом із так званими "плодами" його перемоги та закінчувалися певною формою посвяти богам. Ймовірно, це стосується найбільш ранніх легендарних, а пізніше напівлегендарних тріумфів Царської епохи Риму, коли король функціонував як найвищий магістрат Риму і вождь війни. Оскільки населення Риму, влада, вплив і територія збільшувалася, також поступово збільшувався масштаб, довжина, різноманітність та екстравагантність тріумфальних процесій.
Хресна хода (pompa) збиралася у відкритому просторі (Марсове поле), ще задовго до першого світла. Звідти, незважаючи на всі непередбачувані затримки та аварії, була можливість йти повільним темпом, розрізненими запланованими зупинками на шляху до кінцевого пункту призначення — Капітолійського храму. Тріумфальні ходи були, як відомо, довгими й повільними; найдовша могла тривати два-три дні, а можливо й більше, а деякі могли бути більшими, ніж сам маршрут.
Деякі стародавні та сучасні джерела пропонують досить стандартний процесійний порядок. Першими були полонені лідери, союзники та солдати (а іноді, і їхні родини); деякі були призначені для страти або подальшого показу. За ними везли захоплену зброю, обладунки, золото, срібло, статуетки, дивовижні та екзотичні скарби, а також картини, малюнки та макети, що зображують визначні місця та епізоди війни. Далі в черзі, всі пішки, йшли римські сенатори та магістрати, за ними ліктори у своїх червоних шатах, їхні обличчя в лаврових вінках; потім генерал у своїй чотириконній колісниці. Послідовник або державний раб міг ділити колісницю з ним або, в деяких випадках, з його наймолодшими дітьми. Поруч їхали верхи його офіцери та старші сини. Його беззбройні воїни йшли за ним у тогах і в лаврових вінках, скандуючи «io triumfe!» та співаючи лихих пісень за їх генеральський кошт. Під час процесії приводили на жертвоприношення Юпітеру двох бездоганних білих волів, обкладених гірляндами та з позолоченими рогами. Все це відбувалося під музичний супровід, хмари пахощів та посипання квітами. 
Про інфраструктуру та управління процесією майже нічого не відомо. Безсумнівно величезні витрати частково покривалися державою, але здебільшого зі здобичі генерала, про що стверджує більшість стародавніх джерел.  Проте, жодне стародавнє джерело не говорить про матеріально-технічне забезпечення процесії: де солдати та полонені протягом кількох днів могли спати та їсти, або де кілька тисяч глядачів могли бути розміщені для заключної церемонії в храмі Капітолія.

### Маршрут
Початковий пункт, так звана стартова точка, (Campus Martius) лежала за межами священної межі міста (pomerium), межуючи зі східним берегом Тибру. Процесія входила до міста через Тріумфальні ворота  і перетинала Померій , де генерал передавав своє командування сенату та магістратам. Процесія продовжувалася через  Circus Flaminius, огинаючи південну базу Капітолійського пагорба та Velabrum, уздовж Via Triumphalis (Тріумфальний шлях)  до  Circus Maximus, ймовірно, висаджуючи в’язнів, призначених для страти в Tullianum. Процесія входила до Via Sacra, а потім у Форум. Насамкінець, процесія завершувала свій шлях підіймаючись на Капітолійський пагорб до Храму Юпітера Капітолінського. Після того, як жертвопринесення та посвячення були завершені, процесія та глядачі розходилися на бенкети, ігри та інші розваги, спонсоровані тріумфуючим генералом.

### Банкети, ігри та розваги
У більшості тріумфів генерал фінансував будь-які бенкети після процесії зі своєї частки награбованого. Були бенкети для народу, й окремі, значно багатші бенкети для еліти; деякі тривали майже всю ніч. Діонісій створює контраст з розкішними тріумфальними бенкетами свого часу, роблячи з тріумфу найпримітивніший з можливих «бенкетів» – звичайні римляни накривають столи з їжею «ласкаво просимо додому», а війська, що поверталися, частують їжу, проходячи повз. Він відтворює перший республіканський тріумфальний бенкет у тому ж стилі. Варрон стверджує, що його тітка заробила 20 000 сестерцій, поставивши 5 000 дроздів для тріумфу Цецилія Метелла в 71 році до н. е.
Деякі тріумфи включали ludi як виконання клятви генерала богу чи богині, даної перед битвою або під час її розпалу, в обмін на їхню допомогу у забезпеченні перемоги. У Республіці за них заплатив переможний генерал. Марк Фульвій Нобіліор пообіцяв луді в обмін на перемогу над Aetolian League і заплатив за десять днів ігор своїм тріумфом.

### Пам'ять

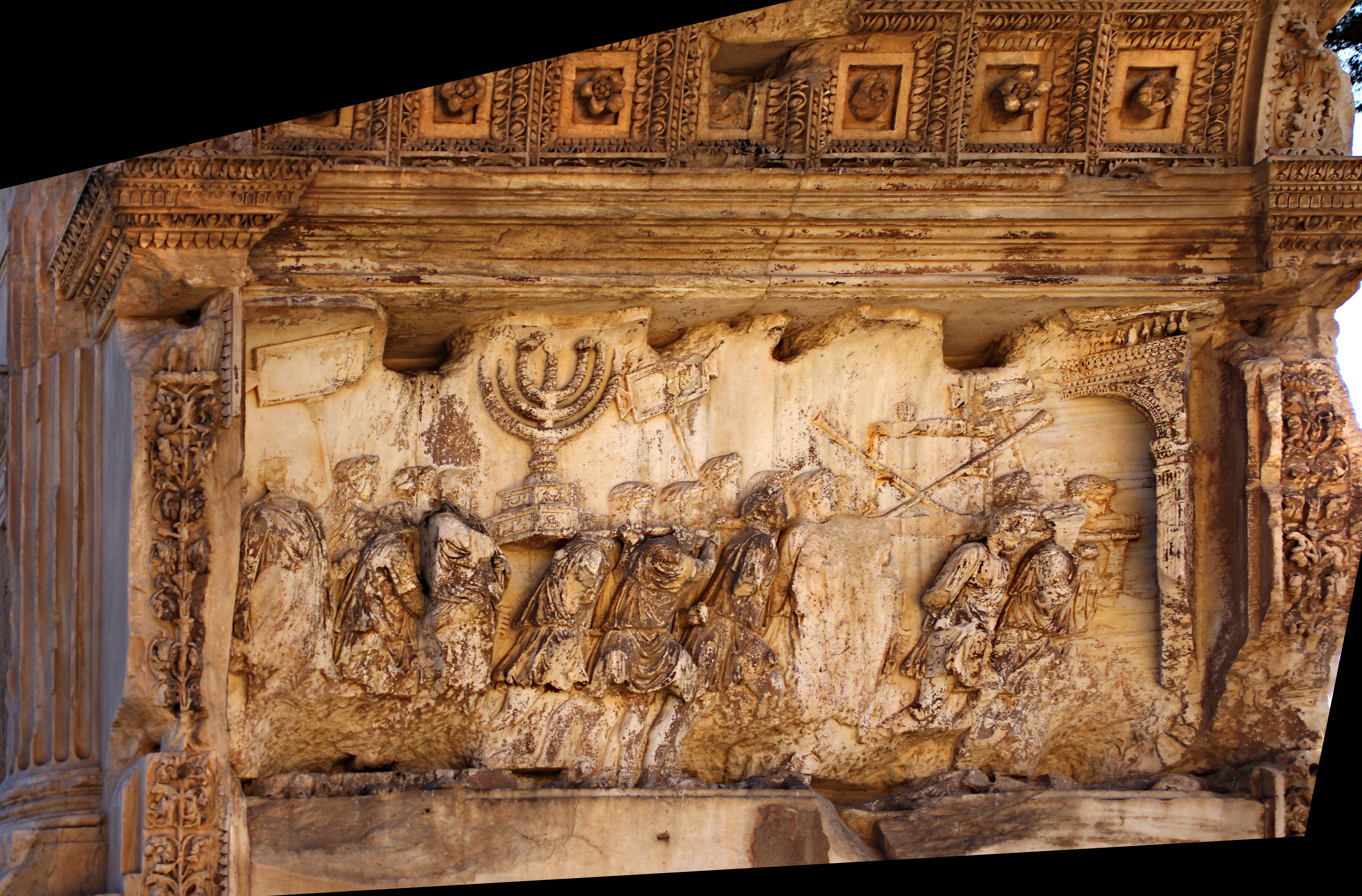
Фрагмент арки Тита, що показує його тріумф, який відбувся в 71 році за його успішне розграбування Єрусалиму.

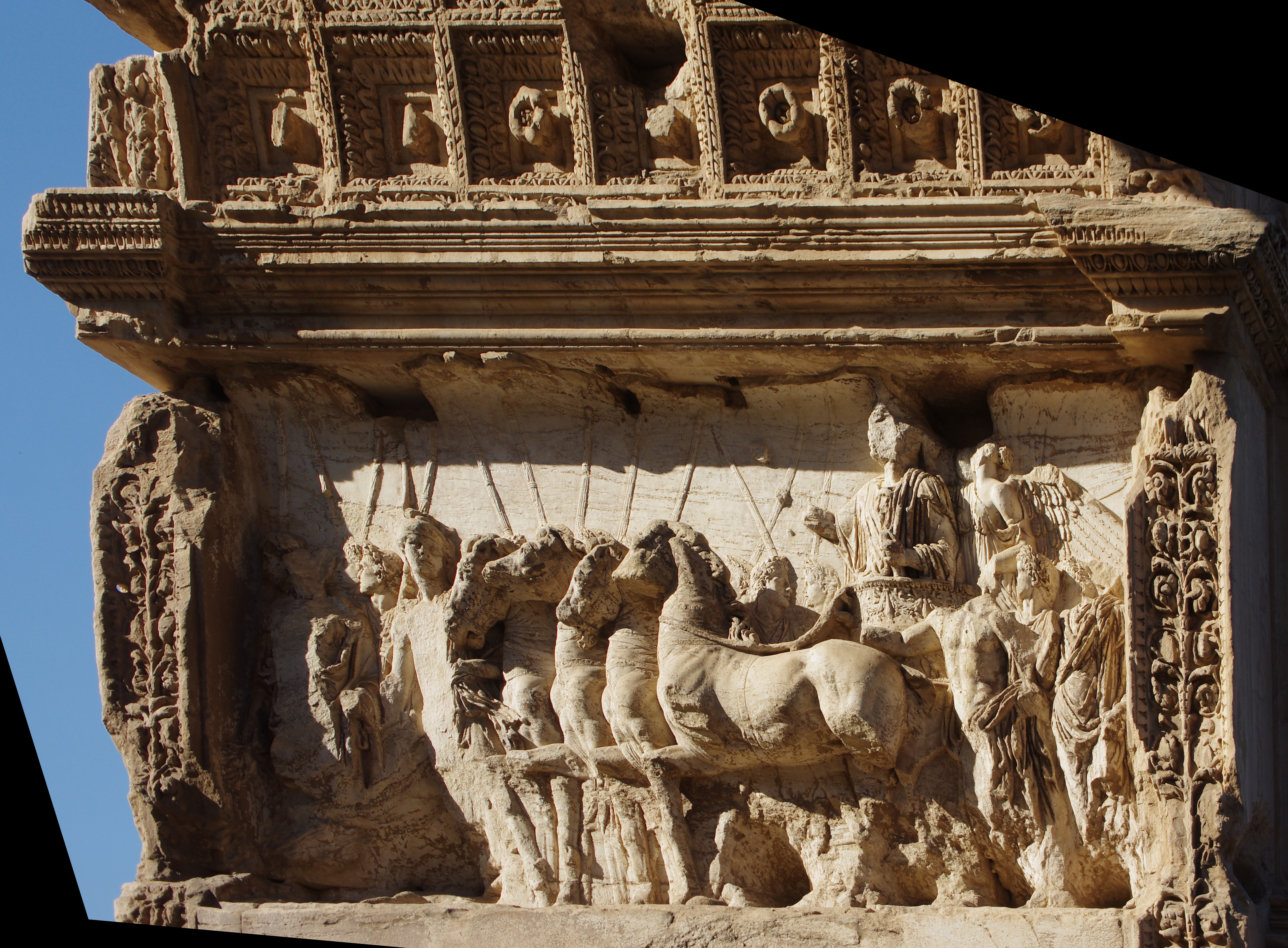
Фрагмент арки Тита, Тит Флавій Веспасіан на квадризі під час тріумфу

Більшість римлян ніколи б не побачили тріумфу, але його символіка пронизувала римську уяву та матеріальну культуру. Тріумфальні генерали карбували та розповсюджували високоцінні монети, щоб пропагувати свою тріумфальну славу та щедрість по всій імперії. Проблеми Помпея для його трьох тріумфів є типовими. Одна з них - це ауреус (золота монета), що має обрамлення з лавровим вінком, що оточує голову та уособлює Африку; поряд з ним титул Помпея «Магнус» («Великий») з жезлом і глечиком як символи його віщування. Він ідентифікується як проконсул в тріумфальній колісниці, за якою брала участь Вікторія. Тріумфальний денарій (срібна монета) показує його три трофеї захопленої зброї з жезлом і глечиком авгура. Інший показує глобус, оточений тріумфальними вінками, що символізує його «завоювання світу», і колос, щоб показати, що його перемога захистила постачання зерна в Римі. 
Згідно з республіканською традицією, генерал мав носити свої тріумфальні регалії лише в день свого тріумфу; після цього, ймовірно, вони були виставлені в атріумі його сімейного будинку. Як один із дворян, він мав право на особливий вид похорону, на якому низка акторів ходила за його гробом у масках його предків; інший актор представляв самого генерала та його найвище досягнення в житті, одягаючи його похоронну маску, тріумфальні лаври та тогу пікта. Помпею було надано привілей носити свій тріумфальний вінок у цирку. Схильність Юлія Цезаря до носіння його тріумфальних регалій «будь і коли завгодно» сприймалася як один із багатьох ознак монархічних намірів, які для деяких виправдовували його вбивство. В Імперську епоху імператори носили такі регалії, щоб позначати свій високий ранг і посаду, а також ототожнювати себе з римськими богами та імперським орденом – центральною ознакою Імперського культу.
Будівництво та освячення монументальних громадських робіт відкривало місцеві, постійні можливості для тріумфальної пам’яті. 55 року до н. е. Помпей відкрив перший у Римі збудований з каменю театр як подарунок жителям Риму, профінансований його здобиччю. Його галерея та колонади подвійно використовувалися як виставковий простір і, ймовірно, містили статуї, картини та інші трофеї, які несли під час його тріумфів. У ньому був новий храм богині-покровительки Помпея Венери («Венера переможна»); за рік до того він випустив монету, на якій було зображено, що вона увінчана тріумфальними лаврами. Юлій Цезар стверджував, що Венера є і покровителькою, і божественним предком; він профінансував для неї новий храм і освятив його під час свого чотириразового тріумфу 46 року до н. е. Таким чином, він вплітав свою богиню-покровительницю до свого тріумфального святкування.
Август, спадкоємець Цезаря і перший імператор Риму, побудував величезний тріумфальний пам'ятник на грецькому узбережжі в Акціумі, звідки відкривається вид на сцену його вирішальної морської битви проти Антонія та Єгипту.

## Процес нагородження
За республіканською традицією лише Сенат міг дати тріумф. Генерал, який хотів тріумфу, відправляв своє прохання і звітував перед Сенатом. Офіційно, тріумфи присуджувалися за видатні військові заслуги; держава, зазвичай, платила за церемонію. Більшість римських істориків спираються на результати відкритих сенаторських дебатів і голосування, законність яких підтверджена народними зборами; Таким чином, сенат і народ контролювали державну скарбницю і нагороджували або стримували її генералів. Деякі тріумфи, були надані "прямо", з мінімальними дискусіями, деяким було відмовлено, але пізніше однаково погоджено внаслідок прямого звернення генерала до народу через сенат і обіцянкою публічних ігор за власний кошт. Інші були заблоковані або надані лише після нескінченних суперечок. І сенатори, і генерали були політиками, а римська політика славилася своїм суперництвом, зміною союзів, закулісними угодами та відкритим публічним підкупом. Дискусії сенату, ймовірно, залежали від тріумфальної традиції, прецеденту та належності; менш відверто, але більш тривожно, це залежало від ступеня політичних і військових повноважень і популярності генерала, а також від можливих наслідків підтримки або перешкоджання його подальшій "кар’єрі". Проте, немає вагомих доказів того, що Сенат застосовував встановлений набір «тріумфальних законів» при ухваленні своїх рішень.

### Овація
На рівень нижче тріумфу була овація. Овації присуджувалися за перемоги над “легкими” супротивниками (менше 5000 втрат) або над тими, кого вважали "нечесними" (нагородження овацією Марка Ліцинія Красса після того, як він придушив повстання Спартака). Овації вважалися доречнішими і для нерішучих баталій. 
Слово ovatio походить від ovo («ликую»). Проте, іноді його помилково виводять від ovis («вівця»), пов'язуючи зі звичаєм приносити вівцю у пожертву під час церемонії.
Полководцю, який отримав овацію, вручали миртовий вінок (corona ovalis, corona myrtea), на відміну від полководця-тріумфатора, якому вручався лавровий. Воєначальники, удостоєні овації, на відміну від тріумфаторів, не в'їжджали до Рима на колісницях, запряжених двома білими кіньми. Вони просто урочисто входили до міста у білій тозі із пурпуровими смужками (командувачі тріумфу одягали повністю пурпурову тогу із золотим шиттям) і як вдячність Юпітеру за свою перемогу приносили в жертву вівцю.